# نیر: اتوماتا نسخه۱.۱ای
نیِر: اتوماتا نسخه۱.۱ای (ژاپنی: ニーア オートマタ Ver1.1a هپبورن: Nia Otomata Ver1.1a) یک مجموعه تلویزیونی انیمه ژاپنی به کارگردانی ریوجی ماسویاما است که با الهام از بازی ویدئویی نقش‌آفرینی اکشن نیر: اتوماتا ساخته شده که خود آن توسط پلاتینیوم گیمز توسعه یافته و به‌وسیلهٔ اسکوئر انیکس منتشر شده‌است. این مجموعه توسط استودیو ای-۱ پیکچرز تولید شده و فیلم‌نامه آن توسط تارو یوکو و ماسویاما به رشته تحریر درآمده است. داستان مجموعه در آینده‌ای دور و در طی یک جنگ نیابتی بین گونهٔ زنده ماشینی ساخته شده توسط بیگانگان و اندرویدهای خلق شده به‌دست انسان اتفاق می‌افتد، و در درجهٔ اول بر روی شخصیت‌های 2B و 9S متمرکز است، سربازانی برای بخشی از اسکادران نخبه یورها که درگیر آخرین نبرد علیه گونهٔ زنده ماشینی می‌شوند.
نیر: اتوماتا نسخه۱.۱ای در جریان پخش زندهٔ پنجمین سالگرد عنوان نیر: اتوماتا در فوریه ۲۰۲۲ رونمایی شد، و سپس در تاریخ ۸ ژانویه ۲۰۲۳ از توکیو ام‌ایکس، توچیگی تی‌وی، جی‌تی‌وی، و بی‌اس۱۱ پخش شد.

## شخصیت‌ها
یورها مدل B شماره ۲ (ヨルハ二号B型 Yoruha Ni-gō B-gata)
صداگذاری شده توسط: یوئی ایشیکاوا (ژاپنی); کیرا باکلند (انگلیسی)
یورها مدل S شماره ۹ (ヨルハ九号S型 Yoruha Kyū-gō S-gata)
صداگذاری شده توسط: ناتسوکی هانائه (ژاپنی); کایل مک‌کارلی (انگلیسی)
پاد ۰۴۲ (ポッド042 Poddo 042) و پاد ۱۵۳ (ポッド153 Poddo 153)
صداگذاری شده توسط: هیروکی یاسوموتو (پاد ۰۴۲)، کائورو آکیاما (پاد ۱۵۳) (ژاپنی); دی. سی. دوگلاس (پاد ۰۴۲)، ابی تروت (پاد ۱۵۳) (انگلیسی)
یورها مدل A شماره ۲ (ヨルハA型二号 Yoruha A-gata ni-gō)
صداگذاری شده توسط: آیاکا سووا (ژاپنی); شرمی لی (انگلیسی)
- فرمانده صداپیشه چیاکی کانوئو
- اپراتور ۶۰ صداپیشه کیکو ایسوبه
- اپراتور ۲۱۰ صداپیشه مياری هاتسومی
- پاسکال صداپیشه آئویی یوکی[۴]